# Johan Heinrich von Lohendal
Johan Heinrich Loheman von Lohendal (24. marts 1671 – 26. eller 27. marts 1747 i Rendsborg) var generalkrigskommissær og konferensråd.
Han ejede godserne Mehlbeck og Schenefeld i Holsten. 10. juni 1720 blev han adlet med navnet von Lohendahl (broderen Gerhard Loheman blev adlet 1726 under navnet von Lohenschiold).
Han var gift 1. gang med Dorothea Margrethe von der Lühe (8. april 1678 – 20. december 1716) og 2. gang med Ida Magdalene von Ahlefeldt (11. december 1691 – 2. december 1762) , men fik kun døtre i begge ægteskaber. Adelsslægten uddøde derfor med ham.